# Séisme de 2001 de Nisqually
Pour les articles homonymes, voir Nisqually.
Le séisme de 2001 de Nisqually est un tremblement de terre qui s'est produit le 28 février 2001 à 10h54 (heure locale) dans l'État de Washington au nord-ouest des États-Unis. Atteignant 6,8 de magnitude de moment et un degré maximum de VIII sur l'échelle de Mercalli, il dura pendant environ 45 secondes. L'hypocentre du phénomène se situait à environ 52 km de profondeur sous la région d'Anderson Island dans le Puget Sound, à une vingtaine de kilomètres au nord-est de la capitale Olympia.
Les secousses furent ressenties jusque dans le centre de l'Oregon, jusqu'à Vancouver en Colombie-Britannique, jusque dans le Montana occidental et jusqu'à Salt Lake City en Utah.
Le séisme causa de sérieux dommages matériels dans la région de la ville de Seattle. Quatre-cents personnes furent blessées mais aucune personne ne fut tuée directement durant l'évènement même si personne est décédée d'une crise cardiaque à la suite du stress causé par le phénomène.
Parmi les dégâts, la tour de contrôle de l'aéroport international de Seattle-Tacoma fut très endommagées. La tour a ensuite été remplacée par une tour conçue pour être plus résistante au séisme. L'Alaskan Way Viaduct qui traverse Seattle a lui aussi été endommagé tout comme le dôme du capitole de l'état de Washington à Olympia. Plusieurs coupures d'électricité furent relevées dans la zone dans la banlieue de Seattle.
De nombreux bâtiments furent fermés pour pouvoir les inspecter et déterminer s'ils pouvaient être rouverts sans danger. Le pont de la quatrième avenue d'Olympia fut abattu et reconstruit à la suite des dégâts qu'il avait subis,.
Le séisme tire son origine dans le phénomène de subduction qui se produit dans la région où s'entrechoquent les plaques tectoniques Juan de Fuca et nord-américaine. D'autres séismes importants avaient déjà touchés la région le 29 avril 1965 (magnitude de 6,5) et le 13 avril 1949 (magnitude de 7,1).